# 5 (альбом Megaherz)
5 — пятый студийный альбом индастриал-метал-группы Megaherz, выпущен 6 декабря 2004 года.

## Об альбоме
5 — первый альбом, записанный после ухода вокалиста Алекса Вессельски. Его заменил Матиас «Jablonski» Эльсхольц.
«Gott sein ’04» является ремейком на песню «Gott sein», записанную ещё в 1997 году. Она представлена в более тяжелом варианте, с напряженным рычащим вокалом и хоровой аранжировкой.
Альбом переиздан в США в 2006 году.

## Список композиций
| №   | Название                                             | Длительность |
| --- | ---------------------------------------------------- | ------------ |
| 1.  | «Dein Herz schlägt» (Твое сердце бьется)             | 4:13         |
| 2.  | «Göttlich» (Божественна)                             | 3:51         |
| 3.  | «Ja, genau» (Да, точно…)                             | 4:43         |
| 4.  | «Gott sein '04» (Быть Богом '04)                     | 5:05         |
| 5.  | «Wann wirst du gehen?» (Куда ты идешь?)              | 4:55         |
| 6.  | «Mach dich frei» (Освободи себя)                     | 3:15         |
| 7.  | «Eigentlich» (Вообще-то…)                            | 3:08         |
| 8.  | «Zeig mir dein Gesicht» (Покажи мне своё лицо)       | 4:24         |
| 9.  | «Ebbe & Flut» (Прилив и Отлив)                       | 4:30         |
| 10. | «Komm rüber (Schattenland)» (Приходи (Страна Теней)) | 4:00         |
| 11. | «Weiter» (Дальше)                                    | 3:47         |
| 12. | «Es tut weh» (Больно)                                | 4:21         |
| 13. | «Augenblick» (Момент)                                | 5:17         |